# Ray Burris
Bertram Ray Burris (né le 22 août 1950 à Idabel, Oklahoma, États-Unis) est un ancien lanceur droitier des Ligues majeures de baseball. Il y a joué de 1973 à 1987, portant les couleurs de  sept équipes.

## Carrière
Ray Burris est repêché par les Cubs de Chicago au 17e tour en 1972. Il fait son entrée dans les Ligues majeures en 1973 et est utilisé par les Cubs comme lanceur de relève durant deux saisons avant d'être promu lanceur partant en 1975. Burris répond avec deux saisons consécutives de 15 victoires et une de 14.
En 1979, Chicago l'échange aux Yankees de New York, qui eux-mêmes le cèdent plus tard dans la saison aux Mets de New York, pour qui il évolue jusqu'à la conclusion de la campagne 1980. 
Signé comme agent libre par les Expos avant la saison 1981, Burris évolue trois saisons avec le club, participant au passage aux séries éliminatoires de 1981. Il remporte trois victoires et se distingue lors du second match de la Série de championnat alors qu'il blanchit les Dodgers de Los Angeles durant neuf manches et ne leur accorde que 5 coups sûrs dans un gain de 3-0 des Expos.
Burris joue pour les Athletics d'Oakland en 1984 et franchit le cap des dix victoires pour la 4e et dernière fois de sa carrière. Il s'aligne ensuite avec les Brewers de Milwaukee en 1985 et les Cardinals de Saint-Louis en 1986, avant de retourner à Milwaukee pour sa dernière saison en 1987.
Le lanceur droitier est monté sur la butte dans 480 parties dans les majeures, dont 302 fois comme lanceur partant. Il a remporté 108 matchs, a encaissé 134 revers et présenté une moyenne de points mérités de 4,17. Il a aussi réussi 1065 retraits sur des prises en 2188 manches et un tiers lancées.

## Après-carrière
En 2006, Ray Burris est nommé instructeur des lanceurs pour une équipe des ligues mineures affiliée aux Tigers de Detroit de la Ligue américaine de baseball.